# Magnoliaskogssångare
Magnoliaskogssångare (Setophaga magnolia) är en nordamerikansk tätting i familjen skogssångare.

## Kännetecken

### Utseende
Magnoliaskogssångaren är en rätt liten (11-13 cm) och långstjärtad skogssångare som ofta reser och spärrar ut stjärten och därmed visar upp sin unika teckning: vit på undergumpen och inre delen av stjärten, svart längst ut. Hanen är vackert tecknad med svart på rygg och vingar, en vit vingpanel, grå hjässa, svart ögonmask och gul undersida med svart halsband varifrån det utgår breda svarta streck nedåt buken. Honan har grått huvud, vit ögonring, två tunna vingband, starkt gul men mindre streckad undersida med ett svagt grått halsband samt grön streckad mantel.

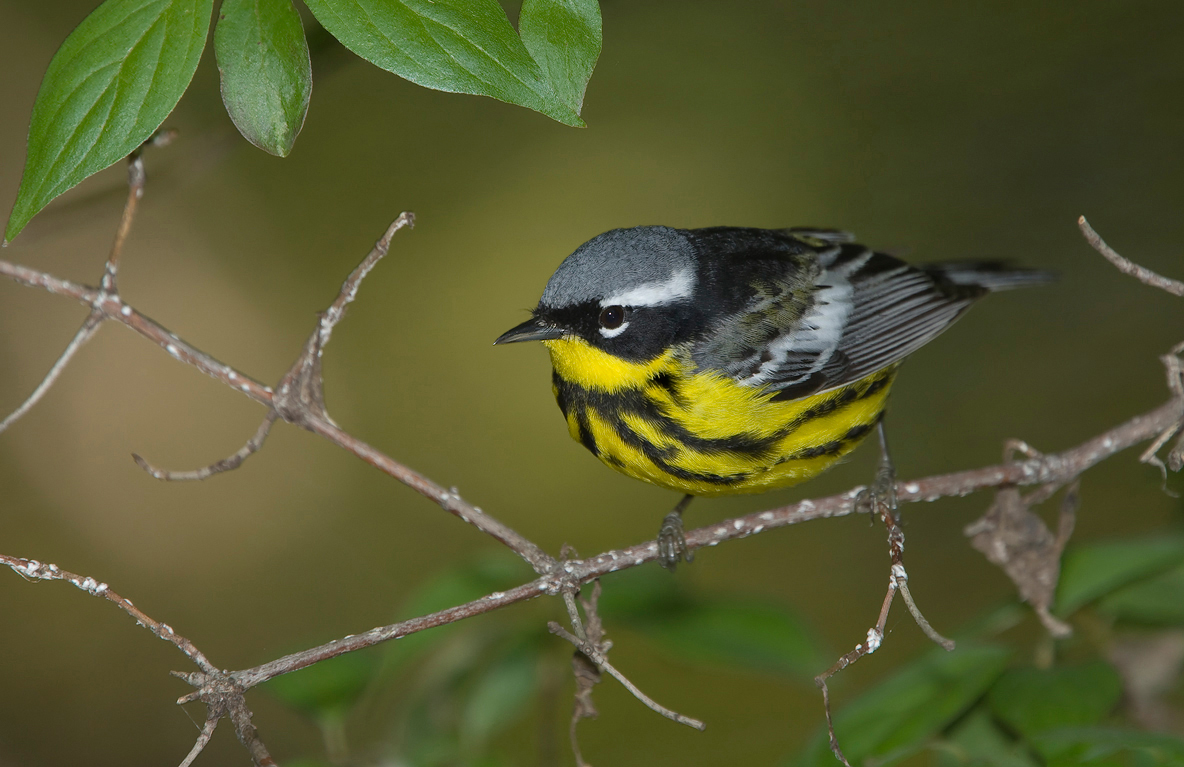
Hane

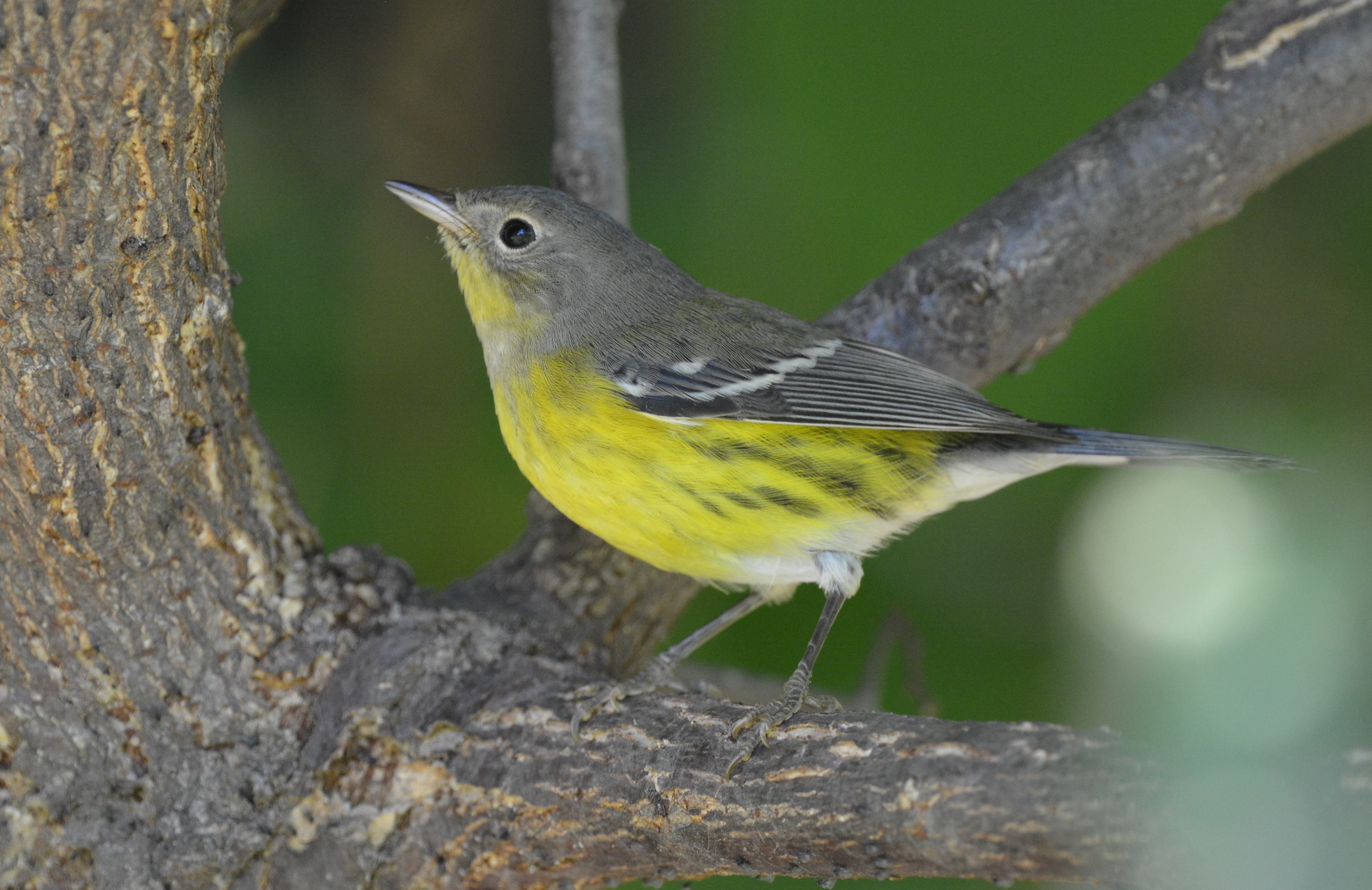
hona

### Läte
Sången är en kort och musikalisk enkel liten ramsa som ökar i tonstyrka. Locklätet är ett unikt hest vint, medan flyktlätet är ett mjukt zzipp.

## Utbredning och systematik
Magnoliaskogssångaren häckar i östra Nordamerika och övervintrar till Panama och Västindien. Den är en mycket sällsynt gäst i Europa, med fyra fynd i Storbritannien, två på Island och sex fynd i Azorerna. Den behandlas som monotypisk, det vill säga att den inte delas in i några underarter.

### Släktestillhörighet
Tidigare placerades den tillsammans med ett stort antal andra arter i släktet Dendroica. DNA-studier visar dock att rödstjärtad skogssångare (Setophaga ruticilla) är en del av denna grupp. Eftersom Setophaga har prioritet före Dendroica inkluderas numera alla Dendroica-arter i Setophaga.

## Levnadssätt

### Biotop
Magnoliaskogssångaren häckar i täta stånd med unga barrträd, i norr framför allt gran, i söder hemlock. Under flyttningen kan den  hittas i princip i vilket skogigt och buskig område som helst, till och med i parker. Även i övervintringsområdet tolererar den alltifrån kakaoplantage, skog, fruktträdgårdar och buskområden, från havsnivå till 1500 meters höjd.

### Föda
Magnoliaskogssångaren äter främst fjärilslarver, framför allt de av vecklarsläktet Choristoneura. Den intar även andra insekter, spindlar och under hösten ibland frukt. Fågeln födosöker långt ut på trädgrenarna.

### Häckning
Magnoliaskogssångaren häckar i täta barrträd där den placerar sitt lite slarvigt ihopvävda bo på en horisontell gren nära stammen, mindre än tre meter ovan mark. Fågeln lägger en till två kullar med tre till fem vita fläckiga ägg som ruvas i elva till 13 dagar. Ungarna är flygga åtta till tio dagar efter kläckning.

## Status och hot
Arten har ett stort utbredningsområde och en stor population, och tros öka i antal. Utifrån dessa kriterier kategoriserar IUCN arten som livskraftig (LC). Världspopulationen uppskattas till 39 miljoner häckande individer.

## Namn
Fågeln har fått sitt namn av att Alexander Wilson hittade typexemplaret under flyttningen i en magnolia i Mississippi. Han gav den det vetenskapliga namnet magnolia, men kallade den Black-and-yellow Warbler på engelska, "svartgul sångare". Med tiden slog dock det vetenskapliga namnet även igenom som engelskt trivialnamn.